# Христо Тошев
Христо Тошев е български просветен деец, революционер и свещеник, деец на Вътрешната македоно-одринска революционна организация.

## Биография
Тошев е роден в град Самоков през 1873 (или 1863) година. Учи в Русия, където през 1901 година завършва Духовната академия в град Казан. От 1901 до 1903 г. е учител в Българското училище в Цариград. Присъединява се към ВМОРО и активно участва в работата на организацията в османската столица, като оглавява революционния комитет там. Набира парични средства и организира канали за кореспонденция и прехвърляне на хора през Цариград за България.
След Илинденско-Преображенското въстание продължава да бъде учител и да участва в дейността на ВМОРО.
През 1925 година Христо Тошев приема свещенически сан. Умира в София на 4 март 1950 година